# 平岡英信
平岡 英信（ひらおか ひでのぶ、1929年7月23日 - 2023年12月16日）は、日本の教育者、実業家、篤志家、学校法人清風学園学園長兼理事長、大阪「正論」懇話会代表幹事。
清風中学校・高等学校の学校長、学校法人清風南海学園の理事長及び学園長を歴任した。

## 人物
1927年、京都府京都市生まれ。1954年3月、大阪大学理学部数学科卒業。
同年4月、学校法人清風学園に入職し、同日付で清風中学校・高等学校副校長に就任する。父・平岡宕峯の右腕として、いわゆる「不良校」（教育困難校）だった清風学園を日本有数の文武両道の進学校へと育て上げた。1963年、新設法人「学校法人清風南海学園」の理事に就任し、南海グループ傘下の南海高等学校を継承して「清風南海高等学校」と改称。1983年4月に「清風南海中学校」を併設し、本校と並ぶ中高一貫進学校へと発展させた。1985年に清風学園理事、清風中学校・高等学校2代目校長に就任した。1994年7月、亡くなった宕峯の後任として、清風学園及び清風南海学園2代目理事長に昇任。2011年4月、校長職を長男の平岡宏一に譲り、自身は理事長兼学園長となった。
2023年12月16日、肺炎による呼吸不全のため死去。94歳で亡くなるまで、学校法人清風学園の理事長兼学園長として学校経営の第一線に立ち続けた。

### チベット・ギュメ密教大学の支援
長男で仏教学者の平岡宏一が種智院大学の訪問団の一員として、インド南部カルナータカ州バンガロール郊外フンスールにあるギュメ密教大学（ギュメ寺、ギュメ学堂）に留学した。当時のギュメ寺は、本堂は雨期の雨漏りが常態化、僧侶は空腹を抱えたまま、雨ざらしの中で寝泊りをするという悲惨な状況であった。帰国した宏一からこうした惨状の報告を受けた英信は、施主（檀越、僧伽を支えるパトロン）としてギュメの支援に乗り出し、竹中工務店の協力の下、本堂を再建した。特に宏一が弟子入りしたロプサン・ガワン（1937-2009, ギュメ管長（位2000-2003））とは家族ぐるみで親交を深めた。

## 略歴[1]
- 1929年7月　京都府京都市で生まれる
- 1954年3月　大阪大学理学部教学科卒業
- 1954年4月　学校法人清風学園入職、清風中学校・高等学校 副校長
- 1963年3月　学校法人清風南海学園 理事
- 1968年4月　高野山真言宗 枢宜議
- 1981年9月　大阪府私立中学校高等学校連合会 理事
- 1983年4月　社団法人日本ペンクラブ 会員[9]
- 1985年5月　学校法人清風学園 理事、清風中学校・高等学校 学校長
- 1986年6月　財団法人大阪府私学総連合会 評議員
- 1987年4月　大阪府フェンシング協会 会長
- 1991年11月　藍綬褒章 受章
- 1993年5月　財団法人大阪体育協会 副会長[10]
- 1994年4月　社会福祉法人四恩学園 理事
- 1994年6月　株式会社池田銀行（現 株式会社池田泉州銀行） 監査役[11]
- 1994年7月　学校法人清風学園 理事長、学校法人清風南海学園 理事長
- 1994年8月　学校法人高野山学園 理事・評議員
- 1995年4月　財団法人全国高等学校体育連盟 体操部 部長
- 1995年12月　伊勢神宮 評議員
- 1996年5月　大阪私学数学教育研究会 会長
- 1996年6月　財団法人大阪府スポーツ・教育振興財団 理事
- 1996年8月　高野山枢議会 幹事
- 1997年6月　財団法人日本体操協会 顧問[12]
- 1998年4月　大阪府高等学校体育連盟 ヨット専門部 部長
- 1999年7月　大阪南ロータリークラブ 会長[13]
- 1999年10月　勲四等瑞宝章 受章[2]
- 2001年3月　財団法人全国高等学校体育連盟 理事
- 2001年11月　大阪大学大学院理学研究科理学部理学懇話会 委員
- 2002年7月　大阪府スポーツバトン協会 会長
- 2003年5月　大阪府教育委員会子供元気アッププロジェクト実行委員会 会長
- 2004年6月　財団法人大阪府青少年活動財団 会長
- 2008年4月　和宗総本山四天王寺 総代
- 2010年5月　石上神宮崇敬会 会長
- 2013年4月　一般財団法人大阪府マリーナ協会 会長
- 2014年3月　一般財団法人山崎豊子文化財団 代表理事
- 2020月6月　公益財団法人天王寺納税協会 常任理事

その他、以下の役職を歴任した。
- 株式会社インターグループ 非常勤取締役（弟の平岡正巳とともに）
- 財団法人現代演劇協会[14] 監事
- 株式会社池田泉州ホールディングス アドバイザーボードメンバー
- ジャパンブリッジコモドア 会長
- 特定非営利活動法人体操リーダー連絡協議会（MGLA） 顧問
- 財団法人濱野生命科学研究財団（HLSRF） 理事
- 体操フェスティバルOSAKA 国際大会後援会会長

- 財団法人アジア協会アジア友の会 理事
- 国際平和基金 会長
- 一般社団法人全国日本学士会 理事、顧問[15]
- 国際宗教同志会 常任理事[16]
- サントピアヨットクラブ名誉会長
- 近畿広島県人会副会長[17]
- 世界一周ヨット「コラーサ70」後援会 発起人

## 著書
- 「教える心 育む心」（PHP研究所）
- 「ひとこと直球」　(清風出版)
- 「人を『育てる』ということ」（PHP研究所）
- 「清風魂」（PHP研究所）
- 「萬古清風魂」（PHP研究所）

## 訳書
- ウォーリス・ロス著「セールパワー セールとセール・ハンドリングのすべて 上」（1980年6月 関西帆走研究会/天然社）
- ウォーリス・ロス著「セールパワー セールとセール・ハンドリングのすべて 下」（1980年12月 関西帆走研究会/天然社）
- アラン・ワッツ著「図で見る風の読み方 セーリング入門」（1982年1月 海文堂）